# Хабсбургска Нидерландия
Хабсбургска Нидерландия (на френски: Pays-Bas des Habsbourg; на нидерландски: Habsburgse Nederlanden) е общо наименование на феодите на Свещената Римска империя в Нидерландия, контролирани от Хабсбургите.
Тези феоди, известни като Седемнадесетте провинции, през XIV-XV век са обединени чрез лична уния от херцозите на Бургундия (вижте Бургундска Нидерландия), а през 1482 година преминават по наследство към Хабсбургите. През следващите столетия областта се контролира от различни клонове на династията и е известна също като Испанска Нидерландия през 1556 – 1715 година и Австрийска Нидерландия през 1715 – 1795 година. През 1581 година в северната част на Хабсбургска Нидерландия се образуват Съединените провинции, а останалата територия на страната на няколко стъпки, завършили през 1795 година, е присъединена към Франция.